# Bogmarkedet
Bogmarkedet er et dansk fagblad for bogbranchen. Bladet blev grundlagt 1854.
Bogmarkedet er et forum for drøftelser af faglige spørgsmål og for udveksling af information af relevans for forlæggere og boghandlere og andre af bogbranchens interessenter.

## Tidslinje
- 19.07.1854 udkommer første nummer af Dansk Boghandlertidende. Bladet var tænkt som talerør for hele branchen, men var mest tilknyttet Den Danske Boghandlerforening (i dag Forlæggerforeningen). Blev ejet og redigeret af Otto Herman Delbanco, der var forlægger og 1853-54 var formand for Den danske Boghandlerforening.
- 2.07.1866 Bladet skifter navn til Nordisk Boghandlertidende.
- 2.08.1890 Delbanco dør. Bladet var testamenteret til Den Danske Boghandlerforening, der skulle yde et fast årligt beløb til hans enke. Foreningen overtog bladet i oktober 1890. Efter enkens ønske blev Den Danske Boghandlerforenings formand, Th. Reitzel ansvarshavende redaktør indtil en ny var fundet.
- Okt. 1890 Forlagsboghandler E. Jespersen bliver ny redaktør.
- Juli 1893 J.L. Lybecker bliver ny redaktør.
- 9.8.1915 Bladet skifter igen navn til Dansk Boghandlertidende.
- Sommeren 1923 Ny redaktør Henrik Koppel.
- 1924 Ny redaktør Carl Rolsted. Han var boghandler og den eneste redaktør indtil 2011 der ikke kom fra forlæggersiden.
- 1928 Ny redaktør, Christian Kønig.
- 1934 Ny redaktør, Michael H. Jensen.1948 Ny redaktør, Bo Bramsen. Bladet skifter navn til Det Danske Bogmarked
- 1949 Ny redaktør, Folmer Christensen.
- 1.5.1956 Ny redaktør, Knud H. Ditlevsen.
- 959 Ny redaktør, Knud H. Ditlevsen.
- 1962 Ny redaktør, Erik V. Krustrup.
- 1970 Ny redaktør Flemming Fiurendal.
- 1.1.1975 Bladet fusionerer med Den Danske Boghandlerforenings (boghandlernes forening) blad, Boghandleren, og bliver talerør for begge foreninger.
- 1.1.1988 Ny redaktør, Pia Rink.
- 1998 Ny redaktør, Keld Lund Jensen.
- 1.4.2000 Ny redaktør, Nils Bjervig.
- 1.1.2001 Bogmarkedet går i luften med ny hjemmeside, bogmarkedet.dk hvor man kan tilmelde sig nyhedsbrev.
- 27.9.2010 De to ejere af bladet, Boghandlerforeningen og Forlæggerforeningen, sætter Bogmarkedet til salg.
- 1.1.2011 Bogmarkedet overtages af Pressto Fagblade ApS., der ejes af journalist Bjarke Larsen.
- 31.3.2011 Niels Bjervig træder tilbage. Ny redaktør, Bjarke Larsen.
- 13.5.2013 Bogmarkedet går konkurs og sidste nummer af papirudgaven udkommer. Der arbejdes på at videreføre den digitale udgave.
- 5.8.2013 Bladet relanceres med 10 trykte numre om året samt daglig opdatering af hjemmesiden.
- 1.4.2016 Bladet indgiver konkursbegæring.
- 2.5.2016 Bladet overtages af den nystartede boghandel, Bogdrømme og forlaget Dreamllitt i Vejle. Firmaerne drives af Rikki Tholstrup Jørgensen. Ny redaktør af Bogmarkedet er Mie Møller Nielsen.
- 1.3.2018 Ny redaktør Christen Bonde.
- 1.2.2021 overtages af Kristian Sondt . Ansvarshavende redaktør bliver Jesper Provstgaard Kristiansen .
- 1.10.2022 Ejer stifter Delbanco Prisen.
- 01.01.2023 Overtager Jesper Provstgaard Kristiansen det primære ejerskab af Bogmarkedet.